# Benjamin Pieter Liese
Benjamin Pieter (Ben) Liese (Leeuwarden, 4 oktober 1909 - Haarlem, 27 april 1985) was een Nederlandse burgemeester. Hij was lid van de Partij van de Arbeid.

## Leven en werk
Liese woonde in Leiden en Veendam voor hij per 1 januari 1947 benoemd werd tot waarnemend burgemeester van de toenmalige Groningse gemeente Wildervank. In 1951 werd hij definitief benoemd tot burgemeester van deze gemeente. Hij verzette zich in de jaren 60 tegen de opheffing ervan. Zonder succes evenwel, want de gemeente Wildervank werd per 1 januari 1969 opgeheven en deels bij Veendam en deels bij Stadskanaal gevoegd. In januari 1969 werd Liese benoemd tot burgemeester van de gemeente Ten Boer.
Tijdens zijn burgemeesterschap van Wildervank bouwde de marine een kustmijnenveger Hr. Ms. Wildervank. Het schip werd door zijn echtgenote J. Liese-Letterboer te water gelaten. Liese bood de commandant van het schip een scheepsbel met het wapen van de gemeente Wildervank aan met een jaarlijkse attentie voor de bemanning van het schip.
Liese overleed op 75-jarige leeftijd in Haarlem.